# ملحمة مسيرة الموت إلى العالم الآخر
ملحمة مسيرة الموت إلى العالم الآخر (باليابانية: デスマーチからはじまる異世界狂想曲، بالروماجي: Desu Māchi Kara Hajimaru Isekai Kyōsōkyoku)
(بالإنجليزية: Death March to the Parallel World Rhapsody) هي سلسلة رواية خفيفة من تأليف هيرو أينانا، نشرت على الأنترنت من قبل شوسيتسوكا ني نارو، في عام 2013. نشرت بشكل رواية مطبوعة من قبل فوجيمي شوبو، منذ 17 مارس عام 2014. اقبست إلى سلسلة مانغا نشرت منذ ديسمبر عام 2014. أنتجت إلى مسلسل أنمي تلفزيوني من قبل استوديو سيلفر لينك بالتعاون مع استوديو كونكت، عرض الأنمي في 11 يناير عام 2018 واستمر عرضه حتى 29 مارس عام 2018، وتكون من 12 حلقة.

## القصة
تدور أحداث القصة عن إيتشيرو سوزوكي هو شاب عمره 29 عامًا، يعمل مبرمج ألعاب، عندما كان يصلح الأخطاء في اللعبة التي كان يعمل علها وبعد أخذ قيلولة، يجد نفسه قد داخل إلى اللعبة التي كان يعمل على تطويرها.

## الشخصيات
إيتشيرو سوزوكي/ ساتو بندراغون (باليابانية: 鈴木一郎، بالروماجي: Suzuki Ichirō)
مؤدي الصوت: شون هوريي
زينا مارينتيل (باليابانية: ゼナ・マリエンテール، بالروماجي: Zena Marientēru)
مؤدية الصوت: ريي تاكاهاشي
بوتشي (باليابانية: ポチ، بالروماجي: Pochi)
مؤدية الصوت: هيوري كونو
تاما (باليابانية: タマ، بالروماجي: Tama)
مؤدية الصوت: كايا أوكونو
ليزا (باليابانية: リザ، بالروماجي: Riza)
مؤدية الصوت: مينامي تسودا
أريسا (باليابانية: アリサ، بالروماجي: Arisa)
مؤدية الصوت: آوي يوكي
لولو (باليابانية: ルル، بالروماجي: Ruru)
مؤدية الصوت: ماريكا هاياسي
ميساناريا بولينان (باليابانية: ミサナリーア・ボルエナン، بالروماجي: Misanarīa Boruenan)
مؤدية الصوت: أيري إينو
نانا (باليابانية: ナナ، بالروماجي: Nana)
مؤدية الصوت: كيونو ياسونو
إيونا (باليابانية: イオナ، بالروماجي: Iona)
مؤدية الصوت: ريكا كينوغاوا
ليليو (باليابانية: リリオ، بالروماجي: Ririo)
مؤدية الصوت: يوكي ناغانو
رو (باليابانية: ルウ، بالروماجي: Ruu)
مؤدية الصوت: واكانا كواكا
مارثا (باليابانية: マーサ، بالروماجي: Māsa)
مؤدية الصوت: نانامي أتسوغي
موسا(باليابانية: モーサ، بالروماجي: Mōsa)
مؤدية الصوت: يوكو غوتو
يوني (باليابانية: ユニ، بالروماجي: Yuni)
مؤدية الصوت: ريونا كوتشيوكا
أوهنا (باليابانية: オーナ، بالروماجي: Ōna)
مؤدية الصوت: ريي سويغارا
بويدو (باليابانية: ボイド، بالروماجي: Boido)
مؤدي الصوت: كوجي سيكي
نيدورين (باليابانية: ニドーレン، بالروماجي: Nidōren)
مؤدي الصوت: شينتارو تاناكا
نادي (باليابانية: ナディ، بالروماجي: Nadi)
مؤدية الصوت: ساتومي ساتو
يوساراتويا بولينان (باليابانية: ユサラトーヤ・ボルエナン، بالروماجي: Yusaratōya Boruenan)
مؤدي الصوت: يوشيتاكا يامايا
ميزي (باليابانية: ミゼ، بالروماجي: Mize)
مؤدي الصوت: شينيا تاكاهاشي
درايد (باليابانية: ドライアド، بالروماجي: Doraia)
مؤدية الصوت: تشيتوسي موريناغا
زين (باليابانية: ゼン، بالروماجي: Zen)
مؤدي الصوت: ماسو أمادا

## وصلات خارجية
- الموقع الرسمي نسخة محفوظة 15 مايو 2016 على موقع واي باك مشين. على موقع فوجيمي شوبو (باليابانية)
- موقع الرواية الرسمي على موقع شوسيتسوكا ني نارو (باليابانية)
- موقع الأنمي الرسمي (باليابانية)
- ملحمة مسيرة الموت إلى العالم الآخر على موقع ANN manga (الإنجليزية)